# Сент-Кіттс і Невіс
Федера́ція Сент-Кіттс і Не́віс (Федера́ція Сент-Крі́стофер і Не́віс) — держава в східній частині Карибського моря, яка складається з двох островів — Сент-Кіттсу і Невісу, що належать до Малих Антильських островів.
Площа країни — 261 км². Населення — 50 тис. осіб (2010). Столиця Бастер розташована на острові Сент-Кіттс.
Сент-Кіттс і Невіс є найменшою державою західної півкулі, як за площею, так і за чисельністю населення. Є членом Британської Співдружності, очолюваної королем Великої Британії.
Зі сходу межує з Антигуа і Барбудою, з південного сходу — з Монтсерратом, на північному заході — із Сінт-Естатіус (спеціальний муніципалітет Нідерландів), на півночі — із Сен-Бартелемі (заморська громада Франції). Усі кордони є морськими. Загальна протяжність берегової лінії — 135 км.

## Історія
Корінними жителями острова Сент-Кіттс були індіанці кариби.
Острови відкрив Христофор Колумб у 1493 році. Іспанці не стали їх колонізувати.
У 1623 році на Сент-Крістофері (стара назва Сент-Кіттсу) засноване англійське поселення (перше в Вест-Індії); у 1624 році — французьке. З 1625 року разом з островом Ангілья — колонія Великої Британії, що стала для неї базою завоювання інших островів регіону, за що її називали «матір'ю англійських колоній у Вест-Індії». На північному заході острова, на висотах, розташовується добре збережена фортеця Брімстоун, яку називають «Гібралтар Карибського моря».
У 1623 році спільні франко-англійські каральні сили влаштували різанину місцевого індіанського населення, знищивши до 4000 осіб у долині річки, названої в цьому зв'язку Кривавою, по водах якої тіла протягом трьох днів виносило в море.
З XVII століття між Великою Британією і Францією йшла боротьба за володіння островами, поки, нарешті, по Версальському договору 1783 року вони остаточно не перейшли під владу англійців.
З 1871 року входили до складу британської колонії Підвітряні острови, а з 1958-го — Вест-Індської федерації.
У 1967 році Сент-Кіттс, Невіс і Ангілья отримали статус «асоційованої з Великою Британією держави» з внутрішнім самоврядуванням. Питання зовнішньої політики і оборони залишалися в компетенції Великої Британії. У 1980 році Ангілья вийшла зі складу федерації трьох островів.
З 19 вересня 1983 року — незалежна держава Федерація Сент-Кіттс і Невіс.
У 1998 році був проведений референдум із питання виходу острова Невіс зі складу федерації і утворення на ньому незалежної держави. «За» проголосувало 62 % виборців, проте рішення не було прийнято, тому що для позитивного вирішення за законом «за» повинні проголосувати не менше 2/3 виборців.

## Політична структура
Федерація Сент-Кіттс і Невіс — незалежний член Британської співдружності з 19 вересня 1983 року. Федерація заснована на демократичній парламентській системі Британії. Глава держави — монарх Великої Британії, представлена генерал-губернатором. Правова система Федерації заснована на англійському загальному праві, але корпоративне право увібрало в себе як англійське, так і американське право, і використовує основи законодавства американського штату Делавер.
Виконавча влада належить Уряду. Глава уряду — прем'єр-міністр, яким стає лідер партії або коаліції більшості, що перемогла на останніх виборах. Члени кабінету призначаються генерал-губернатором після консультації з прем'єр-міністром. Уряд несе відповідальність перед Парламентом. Уряд Великої Британії зберіг у своїй компетенції питання оборони і міжнародних відносин.
Законодавча влада належить парламенту — однопалатним Національним Зборам. У парламенті 14 місць — 3 депутати призначаються генерал-губернатором (1 за рекомендацією лідера опозиції і 2 за рекомендацією прем'єр-міністра) і 11 обираються на 5-річний термін по одномандатних округах (8 — від Сент-Кіттса і 3 — від Невісу). Федерація має свою систему судів магістрату і Верховний суд. Перша апеляційна інстанція — Апеляційний суд Сент-Люсії й остаточна — англійська Таємна Рада.
Острів Невіс має власний парламент — Збори острова Невіс. П'ять депутатів обираються населенням, а три — призначаються. Острів Невіс має право на вихід зі складу федерації.
Основні політичні партії: Лейбористська партія, Рух стурбованих громадян (на о. Невіс), Реформістська партія Невісу, Рух народної дії (на о. Сент-Кіттс), Об'єднаний національний рух (на о. Невіс).

## Адміністративний поділ

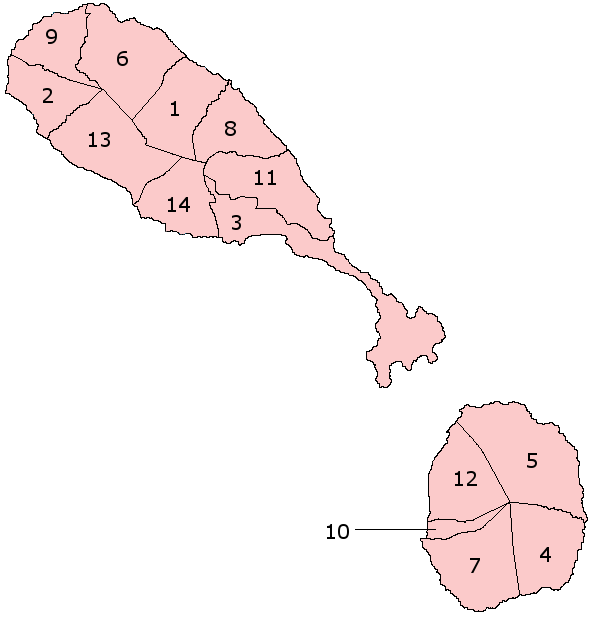
Адміністративний поділ

Сент-Кіттс і Невіс ділиться на 14 округів. Дев'ять із них розташовані на острові Сент-Кіттс і п'ять на острові Невіс:
1. Крайст-Черч-Нікола-Таун (Сент-Кіттс)
2. Сент-Енн-Сенді-Пойнт (Сент-Кіттс)
3. Сент-Джордж-Бастер (Сент-Кіттс)
4. Сент-Джордж-Джінджерланд (Невіс)
5. Сент-Джеймс-Уіндуорд (Невіс)
6. Сент-Джон-Капістер (Сент-Кіттс)
7. Сент-Джон-Фігтрі (Невіс)
8. Сент-Мері-Кайон (Сент-Кіттс)
9. Сент-Пол-Капістер (Сент-Кіттс)
10. Сент-Пол-Чарлстаун (Невіс)
11. Сент-Пітер-Бастер (Сент-Кіттс)
12. Сент-Томас-Лоуленд (Невіс)
13. Сент-Томас-Мідл-Айленд (Сент-Кіттс)
14. Триніті-Палметто-Пойнт (Сент-Кіттс)

## Географічні дані
Сент-Кіттс і Невіс — держава, що складається з двох островів у групі Підвітряних островів у Карибському морі. Загальна площа — 261 км² (острів Сент-Кіттс — 168 км², о. Невіс — 93 км²).
Обидва острови мають вулканічне походження, гористі.
Острів Сент-Кіттс витягнутий на 37 км із північного заходу на південний схід. У цьому ж напрямку вздовж його центральної осі простягаються сильно розчленовані гостроверхі гори з найвищою точкою країни — згаслим вулканом Ліамуїґа (1156 м), в кратері якого розташовується озеро. Південний схід острова Сент-Кіттс являє собою плоский півострів (висота не більше 22 м), що буяє солоними озерами, з нерівною береговою лінією, яка утворює багато бухт із піщаними пляжами. Пісок деяких пляжів — темного, майже чорного кольору.
Острів Невіс лежить у 3 км південніше о. Сент-Кіттс і відділений від нього протокою Ті-Нарроус. Острів має округлу форму, практично весь масив Невісу утворений вулканічними породами стародавніх вивержень, переважно вулкана Невіс (найвища точка острова, 985 м), а також його бічних жерл — Саддл- Хілл і Харрикейн-Хілл. Вздовж узбережжя тягнеться смуга піщаних пляжів. Обидва острови оточені кораловими рифами (найбільш великі у північних та західних берегів), а між ними і берегом тягнеться мілководна смуга лагун. Обидва острови прорізані численними водотоками, рясно зрошують їх територію, за винятком південно-східного півострова, який сухий і покритий заростями чагарників і трав.

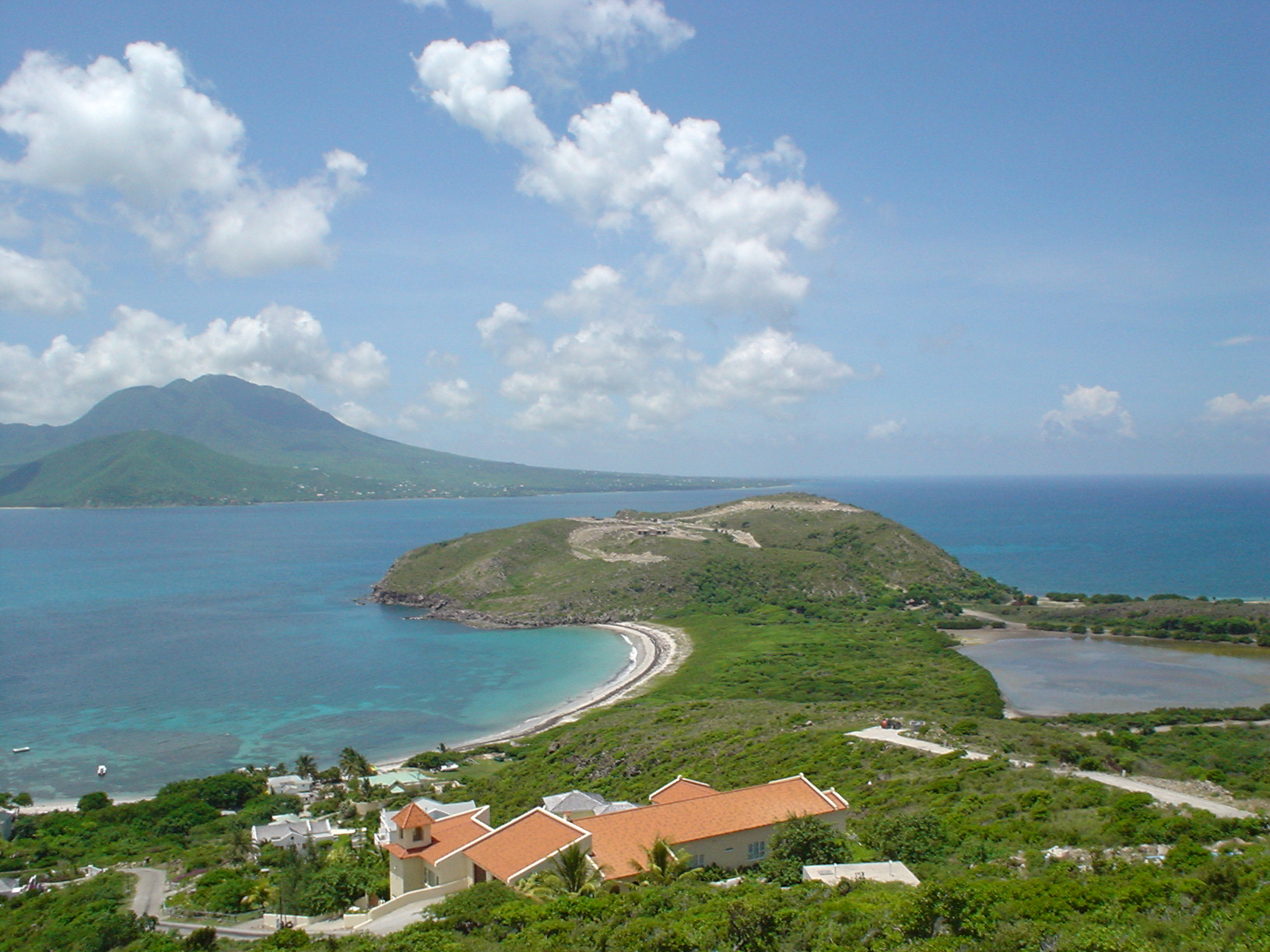
Південно-східний півострів о. Сент-Кіттс, на задньому плані — о. Невіс

Тропічний клімат Сент-Кіттс і Невіс формується під впливом пасатів. Клімат вологий і спекотний, середньомісячні температури близько 26 °C, зрідка знижуючися до 18 °C або збільшуючись до 32 °C. Опадів від 1500 мм на рік на низовинах до 3700 мм у горах. Дощового сезону як такого немає. Опади розподіляються досить рівномірно протягом року.
Подібно іншим підвітряним островам, Сент-Кіттс і Невіс перебувають у смузі проходження сильних тропічних ураганів, які найбільш імовірні в період із серпня до жовтня й іноді завдають значних збитків.
Схили гір зайняті плантаціями цукрової тростини і бавовнику, вище — чагарники і невеликі гірські тропічні ліси.
Рослинність у внутрішніх гірських районах островів представлена густими тропічними дощовими лісами (ростуть ліани, манго, хлібне і коричне дерево, тамаринд, авокадо, банани, папая). На вершинах гір ліси змінюються лугами, а в нижніх частинах зведені і замінені плантаціями цукрової тростини й інших сільгоспкультур. Особливо поширені вони в північній частині острова Сент-Кіттс, що являє собою пологі хвилясті височини. Південні схили більш круті і по більшій частині покриті густими лісами і фруктовими садами.
На західних схилах острова Невіс височіють ряди пальм, що утворюють справжній кокосовий ліс. Східні схили зберегли більше природних форм місцевої рослинності і по більшій частині зайняті тропічними лісами, чагарниковими масивами і відносно невеликими сільгоспугідь. У лісах живуть численні тропічні птахи і метелики, водяться мавпи. На узбережжі гніздяться багато морських птахів, у тому числі пелікани. Акваторії рясніють рибою.

## Економіка
Дві традиційні галузі господарства Сент-Кіттс і Невіс — сільське господарство і туризм. Основна сільськогосподарська культура — цукрова тростина (третина оброблюваних земель). На острові Невіс вирощується бавовник, кокосова пальма, ананаси. Культивують також кавове дерево, банани, арахіс, ямс, рис. Розвинене тваринництво — розводять кіз і овець. До числа традиційних промислів відноситься також рибальство. Однак сільськогосподарське виробництво забезпечує не більше половини внутрішніх потреб у продовольстві.
У зв'язку зі зниженням в останні роки світових цін на цукор в економіці країни велику роль стали грати туризм (країну відвідують близько 250 тисяч туристів на рік), виробництво деяких експортних промислових товарів і офшорне банківське обслуговування.
За оцінками, загальний обсяг ВВП у 2009 році склав 753 млн дол., а на душу населення — 15,2 тис. дол (74-те місце в світі). У структурі ВВП домінує сфера послуг (понад 70 %), частка промисловості становить понад 25 %, сільського господарства — близько 3,5 %.
Промисловість в основному зайнята переробкою сільськогосподарської сировини: харчова промисловість виробляє цукор-сирець, патоку, бавовняне і кокосове масла, копру. Є також невеликі підприємства легкої та фармацевтичної промисловості. Останнім часом починає розвиватися електротехнічна промисловість та електроніка.
За даними МВФ, економіка зросла на 5 % в 2003 році та на 6 % в 2004 році.
У 2005 році 19 % території використовувалося під ріллю, 3 % займали пасовища, 17 % — ліси.

### Зовнішньоекономічні зв'язки
Сальдо зовнішньоторговельного балансу негативне (експорт поступається імпорту майже в 4 рази). Дефіцит покривається обслуговуванням туристів і грошовими переказами працюючих за кордоном.
Експорт: цукор, патока, бавовна, бавовняна та кокосова олія, напої, тютюнові вироби, фрукти (в США 40 %, Малайзію 40 %, Канаду 4 %).
Імпорт: техніка, нафтопродукти, продовольство, промислові вироби (з США 47 %, Тринідаду і Тобаго 15 %, Великої Британії 4 %).
У 2006 році Східно-Карибські держави, включаючи Ангілью, Антигуа і Барбуда, Британські Віргінські острови, Домініку, Гренаду, Монтсеррат, Сент-Люсію, Сент-Кіттс і Невіс, а також Сент-Вінсент і Гренадини заявили про свій намір сформувати власний економічний союз, поряд із членством у Єдиній економіці Карибського регіону.
Входить до міжнародної організації країн АКТ.

### Інвестиційне громадянство
З 1984 року Сент-Кіттс і Невіс впровадив програму громадянства за інвестиції, за 250 тисяч доларів кожен може купити громадянство і отримати паспорт острівної федерації.
Після отримання безвізового доступу до 26 країн Шенгенської зони, попит на громадянство швидко збільшився.
2014 року інвестиційне громадянство склало 14 % від ВВП країни.

## Населення

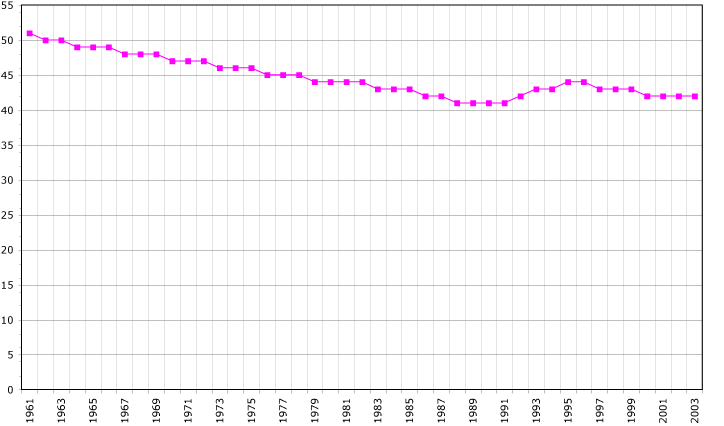
Динаміка чисельності населення

Чисельність населення — 49,9 тис. мешканців (оцінка на липень 2010), з них 37 тис. проживають на острові Сент-Кіттс, 13 тис. — на острові Невіс.
Річний приріст — 0,84 %.
Народжуваність — 14,2 на 1000 (фертильність — 1,79 народжень на жінку);
Смертність — 7,1 на 1000;
Імміграція — 1,3 на 1000.
У складі населення домінують (близько 90,4 %) темношкірі люди — нащадки африканських рабів, привезених в XVII—XIX ст. для роботи на плантаціях. Також у країні проживають мулати (5,0 %), індійці (3,0 %), інші (1,6 %) — білі (англійці, португальці, іспанці тощо) і вихідці з Близького Сходу.
Офіційна мова — англійська.
Серед вірян переважають англікани і методисти, є католики.
Міське населення становить 32 %, сільське 68 %. Найбільші міста — столиця Бастер (населення 11,6 тис. осіб) і Чарлстаун (1,3 тис. осіб) Переважна більшість населення островів проживає в низовинних прибережних областях і в столиці.